# Tour de Francia 2002
El 89.º Tour de Francia se disputó del 6 al 28 de julio de 2002 sobre un recorrido de 20 etapas + el prólogo inicial, y con un total de 3.273 km que el vencedor cubrió a una velocidad media de 39,920 km/h La carrera comenzó en Luxemburgo y terminó en París, en el clásico final de los Campos Elíseos.
El corredor Lance Armstrong fue inicialmente el ganador de la edición 2002, pero en octubre del 2012 fue suspendido de por vida por dopaje sistemático y los resultados obtenidos por este ciclista después del 1 de agosto de 1998 le fueron anulados.
La UCI optó por dejar desierta la posición de ganador del Tour de Francia en las 7 ediciones inicialmente ganadas por Armstrong, que van desde la edición 1999 hasta 2006 .

## Equipos participantes
| Equipo             | Jefe de filas      |
| US Postal Service  | Lance Armstrong    |
| Deutsche Telekom   | Erik Zabel         |
| ONCE-Eroski        | Joseba Beloki      |
| Kelme-Costa Blanca | Óscar Sevilla      |
| Cofidis            | Andrei Kivilev     |
| CSC-Tiscali        | Laurent Jalabert   |
| Credit Agricole    | Christophe Moreau  |
| Domo-Farm Frites   | Richard Virenque   |
| Fassa Bortolo      | Ivan Basso         |
| Fdjeux.com         | Nicolas Vogondy    |
| Rabobank           | Levi Leipheimer    |
| Bonjour            | Didier Rous        |
| Mapei-Quick Step   | Óscar Freire       |
| iBanesto.com       | Denis Menchov      |
| Lotto-Adecco       | Rik Verbrugghe     |
| Lampre-Daikin      | Marco Serpellini   |
| Euskaltel-Euskadi  | David Etxebarría   |
| Tacconi Sport      | Dario Frigo        |
| AG2R Prevoyance    | Aleksandr Bocharov |
| Alessio            | Laurent Dufaux     |
| Jean Delatour      | Patrice Halgand    |

## Etapas
| Etapa   | Fecha       | Recorrido                        | Distancia (km) | Ganador                     | Líder                     |
| ------- | ----------- | -------------------------------- | -------------- | --------------------------- | ------------------------- |
| Prólogo | 6 de julio  | Luxemburgo                       | 6,5 (CRI)      | Lance Armstrong Sin ganador | Lance Armstrong           |
| 1.ª     | 7 de julio  | Luxemburgo                       | 195            | Rubens Bertogliati          | Rubens Bertogliati        |
| 2.ª     | 8 de julio  | Luxemburgo-Sarrebourg            | 175            | Óscar Freire                | Rubens Bertogliati        |
| 3.ª     | 9 de julio  | Metz-Reims                       | 185            | Robbie McEwen               | Erik Zabel                |
| 4.ª     | 10 de julio | Épernay-Château Thierry          | 68 (CRE)       | ONCE-Eroski                 | Igor González de Galdeano |
| 5.ª     | 11 de julio | Soissons-Ruan                    | 198            | Jaan Kirsipuu               | Igor González de Galdeano |
| 6.ª     | 12 de julio | Forges les Eaux-Alençon          | 198            | Erik Zabel                  | Igor González de Galdeano |
| 7.ª     | 13 de julio | Bagnoles de l'Orne-Avranches     | 162            | Bradley McGee               | Igor González de Galdeano |
| 8.ª     | 14 de julio | Saint Martin de Landelles-Plouay | 214            | Karsten Kroon               | Igor González de Galdeano |
| 9.ª     | 15 de julio | Lanester-Lorient                 | 55 (CRI)       | Santiago Botero             | Igor González de Galdeano |
| 10.ª    | 17 de julio | Bazas-Pau                        | 147            | Patrice Halgand             | Igor González de Galdeano |
| 11.ª    | 18 de julio | Pau-La Mongie                    | 158            | Lance Armstrong Sin ganador | Lance Armstrong           |
| 12.ª    | 19 de julio | Lannemezan-Plateau de Beille     | 198            | Lance Armstrong Sin ganador | Lance Armstrong           |
| 13.ª    | 20 de julio | Lavelanet-Béziers                | 166            | David Millar                | Lance Armstrong           |
| 14.ª    | 21 de julio | Lodéve-Mont Ventoux              | 220            | Richard Virenque            | Lance Armstrong           |
| 15.ª    | 23 de julio | Vaison la Romaine-Les Deux Alpes | 226            | Santiago Botero             | Lance Armstrong           |
| 16.ª    | 24 de julio | Les Deux Alpes-La Plagne         | 179            | Michael Boogerd             | Lance Armstrong           |
| 17.ª    | 25 de julio | Aime-Cluses                      | 141            | Dario Frigo                 | Lance Armstrong           |
| 18.ª    | 26 de julio | Cluses-Bourg en Bresse           | 180            | Thor Hushovd                | Lance Armstrong           |
| 19.ª    | 27 de julio | Régnié Durette-Mâcon             | 52,5 CRI)      | Lance Armstrong Sin ganador | Lance Armstrong           |
| 20.ª    | 28 de julio | Melun-París                      | 147            | Robbie McEwen               | Lance Armstrong           |

## Clasificaciones
| \| 1. \| Desierto[2] \| \| \| \| \| \| DSQ. \| Lance Armstrong \| Estados Unidos \| USP \| 82h 05' 12" \| \| \| 2. \| Joseba Beloki \| España \| ONC \| + 7' 17" \| \| \| 3. \| Raimondas Rumsas \| Lituania \| LAM \| + 8' 17" \| \| \| 4. \| Santiago Botero \| Colombia \| KEL \| + 13' 10" \| \| \| 5. \| Igor González de Galdeano \| España \| ONC \| + 13' 54" \| \| \| 6. \| José Azevedo \| Portugal \| ONC \| + 15' 44" \| \| \| 7. \| Francisco Mancebo \| España \| BAN \| + 16' 05" \| \| \| DSQ. \| Levi Leipheimer \| Estados Unidos \| RAB \| + 17' 11" \| \| \| 8. \| Roberto Heras \| España \| USP \| + 17' 12" \| \| \| 9. \| Carlos Sastre \| España \| CSC \| + 19' 05" \| \| |                           |                |     |             |  |
| 1. | Desierto                  |                |     |             |  |
| DSQ. | Lance Armstrong           | Estados Unidos | USP | 82h 05' 12" |  |
| 2. | Joseba Beloki             | España         | ONC | + 7' 17"    |  |
| 3. | Raimondas Rumsas          | Lituania       | LAM | + 8' 17"    |  |
| 4. | Santiago Botero           | Colombia       | KEL | + 13' 10"   |  |
| 5. | Igor González de Galdeano | España         | ONC | + 13' 54"   |  |
| 6. | José Azevedo              | Portugal       | ONC | + 15' 44"   |  |
| 7. | Francisco Mancebo         | España         | BAN | + 16' 05"   |  |
| DSQ. | Levi Leipheimer           | Estados Unidos | RAB | + 17' 11"   |  |
| 8. | Roberto Heras             | España         | USP | + 17' 12"   |  |
| 9. | Carlos Sastre             | España         | CSC | + 19' 05"   |  |

| \| 1. \| Robbie McEwen \| Australia \| LOT \| 280 puntos \| \| 2. \| Erik Zabel \| Alemania \| TEL \| 261 puntos \| \| 3. \| Stuart O'Grady \| Australia \| CRE \| 208 puntos \| |                |           |     |            |
| 1. | Robbie McEwen  | Australia | LOT | 280 puntos |
| 2. | Erik Zabel     | Alemania  | TEL | 261 puntos |
| 3. | Stuart O'Grady | Australia | CRE | 208 puntos |

| \| 1. \| Laurent Jalabert \| Francia \| CSC \| 262 puntos \| \| 2. \| Mario Aerts \| Bélgica \| LOT \| 178 puntos \| \| 3. \| Santiago Botero \| Colombia \| KEL \| 162 puntos \| |                  |          |     |            |
| 1. | Laurent Jalabert | Francia  | CSC | 262 puntos |
| 2. | Mario Aerts      | Bélgica  | LOT | 178 puntos |
| 3. | Santiago Botero  | Colombia | KEL | 162 puntos |

| \| 1. \| Ivan Basso \| Italia \| FAS \| 82h 24' 30" \| \| 2. \| Nicolas Vogondy \| Francia \| FDJ \| + 13' 16" \| \| 3. \| Christophe Brandt \| Alemania \| LOT \| + 48' 32" \| |                   |          |     |             |
| 1. | Ivan Basso        | Italia   | FAS | 82h 24' 30" |
| 2. | Nicolas Vogondy   | Francia  | FDJ | + 13' 16"   |
| 3. | Christophe Brandt | Alemania | LOT | + 48' 32"   |

| \| 1. \| ONCE-Eroski \| España \| ONC \| 246h 36' 14" \| \| 2. \| US Postal Service \| Estados Unidos \| USP \| + 22' 49" \| \| 3. \| CSC-Tiscali \| Dinamarca \| CSC \| + 30' 17" \| |                   |                |     |              |
| 1. | ONCE-Eroski       | España         | ONC | 246h 36' 14" |
| 2. | US Postal Service | Estados Unidos | USP | + 22' 49"    |
| 3. | CSC-Tiscali       | Dinamarca      | CSC | + 30' 17"    |